# Albert Schweitzer – Anatomie eines Heiligen
Albert Schweitzer – Anatomie eines Heiligen ist ein österreichischer Dokumentarfilm des Regisseurs Georg Misch. Der Film zeigt die Person hinter dem öffentlichen Image des seinerzeit geradezu als „Heiligen“ verehrten Albert Schweitzer (1875–1965), abseits des populär vermittelten Bildes des „großartigsten Mannes der Welt“.

## Synopsis
Albert Schweitzer wird zugespitzt als moderner Heiliger des 20. Jahrhunderts bezeichnet. Er gilt als Sinnbild des Dschungelarztes, rettete Menschenleben in Afrika, gewann den Friedensnobelpreis und begründete das Konzept der „Ehrfurcht vor dem Leben“. Er war ein universales Genie, ein großartiger Theologe, Philosoph, Musiker, Arzt und Entwicklungshelfer, einer der Vorläufer der Umweltschutzbewegung sowie vehementer Gegner von Nuklearwaffen.
Der Film zeigt die Person hinter diesem Image. Offenbart wird die Geschichte des schlechten Schülers, der sich in ein Genie verwandelte und die Einflüsse, die seine zwei Leidenschaften, die Natur und die Musik von J. S. Bach, auf seine Handlungen und sein Denken ausübten. Auch Kritik am Schweitzer kommt zu Wort, so die Neubewertung seiner Entwicklungsarbeit, die mittlerweile stark in Frage gestellt wird.
Im Film werden Aufnahmen von den Dreharbeiten des Spielfilms „Albert Schweitzer – ein Leben für Afrika“, 2009 von Gavin Millar bzw. und Interviews mit dem Hauptdarsteller Jeroun Krabbe und dem Regisseur Gavin Millar verwendet. Außerdem werden Ausschnitte aus der Dokumentation „Albert Schweitzer“ von Jerome Hill 106 Min von 1957 verwendet, bei der Schweitzer selbst u. a. als Sprecher mitwirkte.

## Festivals
- Biarritz Fipatel
- 2011: Al Jazeera, Doha (Documentary Festival)[3]